# Julius Knappe von Knappstädt
Julius Knappe von Knappstaedt (* 2. März 1809 in Ostrowine; † 21. September 1872 in Breslau) war königlich preußischer Generalmajor und zuletzt Kommandeur des 3. Garde-Regiments zu Fuß.

## Herkunft
Seine Eltern waren der Generalmajor August Knappe von Knappstädt (* 6. Februar 1775; † 29. Juni 1852) und dessen Ehefrau Charlotte Dorothea von Mützschefall (1776–1851). Sein Bruder Otto (1815–1906) wurde General der Infanterie.

## Leben
Er ging am 21. Juni 1827 als Musketier in das 2. Infanterie-Regiment. Dort wurde er am 15. November 1828 zum Portepeefähnrich befördert und am 15. August 1830 als Überzähliger Leutnant eingereiht und am 28. Mai 1831 einrangiert. Er kam am 1. März 1843 zum 24. Landwehr-Regiment, wo er Adjutant des II. Bataillons wurde. Am 9. Mai 1848 zum Premier-Lieutenant befördert, war er vom 1. November 1848 bis zum 30. Juni 1850 Kompanieführer im II. Bataillon. Anschließend war er vom 1. Juli 1850 bis zum 30. Juni 1851 beim II. Bataillon des 9. Landwehr-Regiments. Danach wurde er am 22. Juni 1852 zum Hauptmann befördert und als Kompaniechef eingesetzt. Als solcher wurde er am 20. Februar 1858 mit Patent zum 14. November 1851 in das Garde-Reserve-Infanterie-(Landwehr)-Regiment versetzt. Dort stieg er am 11. Juni 1858 zum Major und Kommandeur des II. Bataillons auf. Am 18. Oktober 1861 erfolgte seine Beförderung zum Oberstleutnant. Er bekam am 22. September 1863 den Kronen-Orden 3. Klasse und wurde am 18. April 1865 mit der Führung des 3. Garde-Regiments zu Fuß beauftragt, dazu wurde er à la suite des Regiments gestellt. Am 16. Juni 1865 wurde er als Kommandeur des Regiments bestätigt und zeitgleich zum Oberst befördert.
Während des Deutschen Krieges von 1866 kämpfte er bei Soor und Königgrätz. Für seine Leistungen erhielt er am 20. September 1866 den Pour le Mérite und am 14. November 1866 das mecklenburgische Militärverdienstkreuz. Er wurde am 16. Mai 1867 krankheitshalber zur Disposition gestellt und mit dem Roten Adlerorden 3. Klasse ausgezeichnet.
Während der Mobilmachung zum Deutsch-Französischen Krieges wurde er am 18. Juli 1870 zum stellvertretenden Kommandeur der 24. Infanterie-Brigade ernannt, aber schon am 20. September 1870 kam er als Führer einer kombinierten Infanterie-Brigade nach Glogau. Dafür erhielt er am 22. Februar 1871 den Charakter als Generalmajor, bevor er am 25. März 1871 in das inaktive Verhältnis zurückkehrte. Er starb unverheiratet am 21. September 1872 in Breslau.